# Greycrook
Greycrook – wieś w Szkocji, w Scottish Borders przy drogach A699 i A68. Jest położona ok. 0,5 km na południowy zachód od St Boswells. Niedaleko wsi przepływa Tweed.
W Greycrook zanotowano 9 sierpnia 2003 najwyższą temperaturę w historii Szkocji, która wyniosła 32,9 °C. Poprzedni rekord od 2 lipca 1908 wynosił 32,8 °C zanotowane w Dumfries.